# Pskov
Pskov [pskóv] (rusko Псков, zastarelo Пльсковъ, estonsko Pihkva, nemško Pleskau, latvijsko Pleskava, poljsko Psków) je starodavno mesto v severozahodni Rusiji približno 70 km od meje z Estonijo ob reki Velikaja (57°49′ severno, 28°20′ vzhodno) pri njenem izlivu v Čudsko-Pskovsko jezero. Mesto je upravno središče Pskovske oblasti. Leta 2010 je imelo 191.760 prebivalcev.
Ime mesta, nekdaj imenovanega Pleskov, lahko prosto prevedemo kot »mesto žuborečih voda«. Плеск pomeni pljuskanje. Nestorov letopis (Повесть временных лет) ga omenja leta 903 in navaja, da se je tega leta Igor Starejši, morebitni sin Varjaga Rurika I. Novgorodskega, prvega kijevskega kneza, po vsej verjetnosti poročil z meščanko Pskova Olgo, kasnejšo kijevsko kneginjo. Pskovčani obravnavajo to leto kot ustanovitev svojega mesta. Leta 2003 so praznovali 1100 letnico mesta.
Pskov je garnizijsko mesto 76. zračnoprevozne divizije.

## Geografija

### Podnebje
| Podnebni podatki za Pskov                | Podnebni podatki za Pskov | Podnebni podatki za Pskov | Podnebni podatki za Pskov | Podnebni podatki za Pskov | Podnebni podatki za Pskov | Podnebni podatki za Pskov | Podnebni podatki za Pskov | Podnebni podatki za Pskov | Podnebni podatki za Pskov | Podnebni podatki za Pskov | Podnebni podatki za Pskov | Podnebni podatki za Pskov | Podnebni podatki za Pskov |
| Mesec                                    | Jan                       | Feb                       | Mar                       | Apr                       | Maj                       | Jun                       | Jul                       | Avg                       | Sep                       | Okt                       | Nov                       | Dec                       | Letno                     |
| ---------------------------------------- | ------------------------- | ------------------------- | ------------------------- | ------------------------- | ------------------------- | ------------------------- | ------------------------- | ------------------------- | ------------------------- | ------------------------- | ------------------------- | ------------------------- | ------------------------- |
| Rekordno visoka temperatura °C           | 11.0                      | 11.3                      | 18.5                      | 27.6                      | 32.0                      | 33.6                      | 35.0                      | 34.6                      | 30.3                      | 22.6                      | 14.1                      | 12.4                      | 35.0                      |
| Povprečna visoka temperatura °C          | −3.0                      | −2.3                      | 2.9                       | 11.3                      | 18.0                      | 21.3                      | 23.6                      | 21.8                      | 16.0                      | 9.2                       | 2.5                       | −1.0                      | 10.0                      |
| Povprečna dnevna temperatura °C          | −5.6                      | −5.5                      | −1.0                      | 6.3                       | 12.3                      | 16.0                      | 18.3                      | 16.7                      | 11.6                      | 6.0                       | 0.3                       | −3.4                      | 6.0                       |
| Povprečna nizka temperatura °C           | −8.3                      | −8.8                      | −4.9                      | 1.3                       | 6.5                       | 10.6                      | 13.0                      | 11.6                      | 7.2                       | 2.7                       | −1.9                      | −5.8                      | 1.9                       |
| Rekordno nizka temperatura °C            | −34.9                     | −35.3                     | −29.0                     | −14.7                     | −4.5                      | 0.4                       | 3.1                       | 1.4                       | −3.6                      | −12.5                     | −23.0                     | −28.2                     | −35.3                     |
| Povprečna količina padavin mm            | 48.0                      | 35.2                      | 35.4                      | 34.7                      | 54.8                      | 87.1                      | 75.6                      | 90.6                      | 65.6                      | 62.1                      | 53.4                      | 47.0                      | 689.5                     |
| Vir: meteolabs.ru: Псков погода и климат |                           |                           |                           |                           |                           |                           |                           |                           |                           |                           |                           |                           |                           |